# Przegląd Prawa Publicznego
„Przegląd Prawa Publicznego” – miesięcznik prawniczy wydawany przez Wolters Kluwer Polska, ujęty w wykazie czasopism punktowanych przez Ministerstwo Nauki i Szkolnictwa Wyższego.
W czasopiśmie publikowane są treści związane z działalnością administracji publicznej oraz stosowaniem prawa publicznego.
Od 2016 za każdą publikację w „Przeglądzie Prawa Publicznego” autor otrzymuje 7 punktów.
Redaktorem naczelnym czasopisma jest dr hab. Paweł Chmielnicki.
W listopadzie 2017 radę programową czasopisma tworzyli: Bogdan Dolnicki, Zbigniew Kmieciak, Zygmunt Niewiadomski, Małgorzata Stahl, Tadeusz Woś, Aleksandra Wiktorowska, Jan Zimmermann, Jaap Hage, Timo Koivurova i Martin Kopecký.